# Крашев (Бжезінський повіт)
Крашев (пол. Kraszew) — село в Польщі, у гміні Дмосін Бжезінського повіту Лодзинського воєводства.
У 1975-1998 роках село належало до Скерневицького воєводства.